# Challenger (Lokomotive)

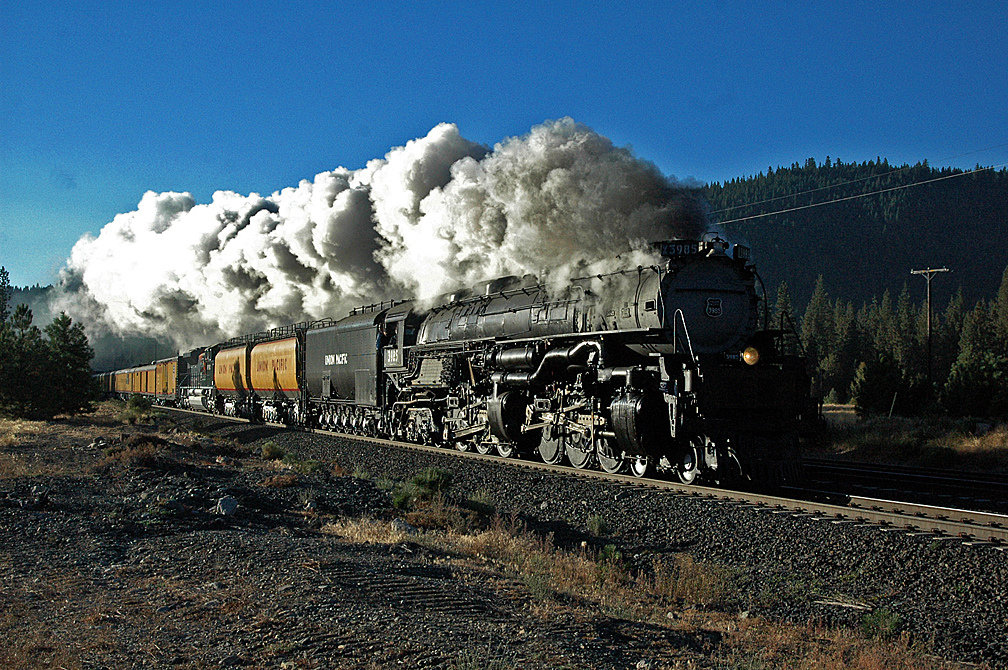
Union Pacific 3985, eine der letzten funktionsfähigen Challenger-Lokomotiven

Als Lokomotiven der Bauart Challenger werden schwere Vierzylinder-Güterzugdampflokomotiven mit der Achsfolge (2’C)C2’ (amerikanische Schreibweise: 4-6-6-4), also mit einem führenden zweiachsigen Laufdrehgestell und drei Kuppelachsen (beide Achsgruppen in einem seitlich ausschwenkbaren Rahmen gelagert), drei weiteren, im Hauptrahmen gelagerten Kuppelachsen und schließlich einem zweiachsigen Schleppgestell bezeichnet. Lokomotiven dieser Bauart wurden nur in den USA eingesetzt. Wegen der einfachen Dampfdehnung entsprachen diese Lokomotiven trotz der äußeren Ähnlichkeit wie die meisten US-amerikanischen Gelenklokomotiven nicht der Bauart Mallet.

## Herkunft des Namens
Die Achsfolge wurde erstmals von der Union Pacific Railroad ab 1936 für die Klasse 3900 verwendet. Diese gab den Lokomotiven auch den Namen „Challenger“, der sich zugleich als Bezeichnung der Achsfolge durchsetzte.

## Gelieferte Ausführungen und Einsatz
Weitere Bahngesellschaften bestellten ebenfalls Lokomotiven mit „Challenger“-Achsfolge. Diese wiesen jedoch anforderungsbedingt Unterschiede zum Vorbild der Union Pacific auf. Die „Challenger“-Lokomotiven wurden von den Lokomotivfabriken ALCO und Baldwin gebaut. Insgesamt wurden 252 Lokomotiven dieses Typs hergestellt. Auf die UP-Klasse 3900 entfielen 105 Exemplare.
Die Treib- und Kuppelräder hatten Durchmesser von 1750 oder 1780 mm, der Zylinderdurchmesser schwankte zwischen 520 und 580 Millimetern bei einem Kolbenhub von 810 Millimetern. Die Gesamtmasse der Lokomotiven betrug zwischen 257 Tonnen und 292 Tonnen (ohne Tender). Die Rostfläche hatte eine Größe von 10 bis 14 m². Die größere Rostfläche benötigten die Lokomotiven der Northern Pacific und der Spokane, Portland & Seattle, da diese schlechtere Kohle verfeuerten.
Bei späteren Ausführungen wurde auf die horizontale Beweglichkeit des vorderen Drehgestelles verzichtet. Die notwendige Ausgleichsbewegungen wurden nur durch die Federung abgefangen, da es gelang einen besseren Masseausgleich und eine stabilere Konstruktion zu erzielen.
Die Clinchfield Railroad benötigte mit Beginn des Zweiten Weltkrieges schnelle und kraftvolle Lokomotiven, um dem Transportaufkommen gerecht zu werden. Sie bestellte deshalb acht „Challenger“ in der Ausführung der Delaware&Hudson-Loks.
Bei der Delaware and Hudson Railway erfolgte der Einsatz der Lokomotiven für den schnellen Güterverkehr auf der Durchgangsstrecke von Binghamton (New York) und Wilkes-Barre nach Kanada und zur Boston and Maine Railroad nach Mechanicville.
Auch bei der Denver and Rio Grande Western Railroad wurden die „Challenger“ im schnellen Güterverkehr eingesetzt. Hier war ihr Einsatzgebiet die Strecke zwischen Grand Junction (Colorado) und Salt Lake City. 1943 wurden aufgrund des kriegsbedingten höheren Transportaufkommens weitere Lokomotiven benötigt. Da diese jedoch nicht wie gewünscht von Baldwin geliefert werden konnten, erhielt die D&RGW sechs Lokomotiven aus einer UP-Bestellung bei ALCO. Die Gesellschaft kaufte die Lokomotiven jedoch nicht, sondern mietete sie von der Defense Plant Corporation. 1947 wurden die Loks nicht mehr benötigt und an die Clinchfield Railroad weitergegeben.
Für den Zeitraum vom November 1937 bis 1946 (Nr. 4000) bzw. 1950 (Nr. 4001) waren die SP&S-Lokomotiven Nr. 903 und 904 zum Ausgleich von Kilometerleistungen an die Great Northern Railway abgegeben.
Etwa zur gleichen Zeit wie die UP benötigte auch die Northern Pacific Railroad eine große schnelle Güterzuglok. Auf der Grundlage des UP-Entwurfes entstanden die NP-„Challenger“. Sie erhielten Zylinder mit 580 mm Durchmesser und eine um 40 % größere Rostfläche als die UP-Loks. Zu Versuchzwecken wurden die Nr. 5104–5111 mit Rollenlagern von Timken Company ausgestattet. Trotz des Erfolges der Tests war die NP nicht überzeugt, ob die Rollenlager den Anforderungen des Güterverkehrs standhalten. Erst als die bisherigen Gleitlager ständig Probleme verursachten, wurden sie durch Rollenlager ersetzt. Die Typen Z-7 und Z-8 hatten Kuppelradsätze mit 1780 mm Laufkreisdurchmesser, geschlossene Führerstände und zehnachsige Tender. Die Z-8 waren die letzten von Northern Pacifics gekauften Dampflokomotiven.
Im Rahmen der Erneuerung des Fahrzeugparks der Spokane, Portland and Seattle Railway erhielt die Gesellschaft 1937 mit der NP-Version baugleiche „Challenger“. Sie verfügten jedoch über eine Ölfeuerung. Um dem erhöhten Transportaufkommen durch den Ausbruch des Zweiten Weltkrieges nachzukommen, wurden zwei weitere Lokomotiven geordert. Die letzte Fahrt einer Dampflokomotive auf dem Netz der SP&S absolvierte die Nr. 910 am 23. Juni 1956.
Um des erhöhten Transportaufkommens Ende der 1930er Herr zu werden, beschaffte die Western Maryland Railway 12 „Challenger“. Sie erwiesen sich jedoch für die Verhältnisse der Bahngesellschaft als nicht geeignet, so dass sie die meiste Zeit im Vorspann- und Schiebedienst eingesetzt wurden.
Die sieben von der Western Pacific Railroad beschafften „Challenger“ hatten Kohlefeuerung und wurden auf der Strecke Elko (Nevada) – Salt Lake City eingesetzt.
| Gesellschaft | Bezeichnung | Nummer     | Anzahl | Hersteller | Baujahr   | Ausmusterung | Bemerkung                                           |
| ------------ | ----------- | ---------- | ------ | ---------- | --------- | ------------ | --------------------------------------------------- |
| UP           | CSA-1       | 3900–3914  | 15     | ALCO       | 1936      | 1956–1962    | umgez. zu 3800–3814                                 |
| UP           | CSA-2       | 3915–3939  | 25     | ALCO       | 1937      | 1956–1961    | umgez. zu 3815–3839                                 |
| UP           | 4664-5      | 3930–3949  | 20     | ALCO       | 1944      | 1952–1960    |                                                     |
| UP           | 4664-3      | 3950–3969  | 20     | ALCO       | 1942      | 1958–1961    |                                                     |
| UP           | 4664-4      | 3975–3999  | 25     | ALCO       | 1936      | 1959–1961    | 3975–3984 umgez. zu 3708–3717                       |
| Clinchfield  | E-1         | 650–657    | 8      | ALCO       | 1942–1943 | 1954         |                                                     |
| Clinchfield  | E-2         | 660–663    | 4      | ALCO       | 1947      | 1954         |                                                     |
| Clinchfield  | E-3         | 670–675    | 6      | ALCO       | 1943      | 1953         | 1947 von der D&RGW gekauft                          |
| D&H          | J           | 1500–1539  | 40     | ALCO       | 1940–1946 | 1952–1953    |                                                     |
| D&RGW        | L-97        | 3800–3805  | 6      | ALCO       | 1943      |              | 1947 an die Clinchfield verkauft                    |
| D&RGW        | L-105       | 3700–3709  | 10     | Baldwin    | 1938      | 1951–1956    |                                                     |
| D&RGW        | L-105       | 3710–3714  | 5      | Baldwin    | 1942      | 1951–1956    |                                                     |
| GN           | Z-6         | 4000, 4001 | 2      | ALCO       | 1937      |              | SP&S 903 und 904, zwischen 1937 und 1950 bei der GN |
| NP           | Z-6         | 5100–5120  | 21     | ALCO       | 1936–1937 |              |                                                     |
| NP           | Z-7         | 5121–5126  | 6      | ALCO       | 1941      |              |                                                     |
| NP           | Z-8         | 5130–5149  | 20     | ALCO       | 1943–1944 |              |                                                     |
| SP&S         | Z-6         | 900–905    | 6      | ALCO       | 1937      | 1960         | baugleich mit NP Z-6                                |
| SP&S         | Z-8         | 910, 9111  | 2      | ALCO       | 1944      | 1960         | baugleich mit NP Z-8                                |
| WM           | M-2         | 1201–1212  | 12     | Baldwin    | 1940–1941 | 1952–1953    |                                                     |
| WP           | M-100       | 401-407    | 7      | ALCO       | 1938      | 1952         |                                                     |

## Verbleib
Zwei „Challenger“-Lokomotiven sind erhalten geblieben: die Nr. 3985 der Union Pacific führt Sonderfahrten durch; die 3977 (1952 auf Ölfeuerung umgebaut und in 3710 umnummeriert) steht als Technisches Denkmal in einer Parkanlage in North Platte, Nebraska.